# Challenger de Guadalupe 2014
El torneo Orange Open Guadeloupe 2014 es un torneo profesional de tenis. Perteneciente al ATP Challenger Series 2014. Se disputará su 4.ª edición sobre superficie dura, en Le Gosier, Guadalupe entre el 29 de marzo y el 6 de abril de 2014.

## Jugadores participantes del cuadro de individuales

### Cabezas de serie
| Favorito | País                      | Jugador               | Rank1 | Posición en el torneo |
| -------- | ------------------------- | --------------------- | ----- | --------------------- |
| 1        | Bandera de Francia        | Kenny de Schepper     | 66    | FINAL                 |
| 2        | Bandera de Alemania       | Benjamin Becker       | 93    | Segunda ronda         |
| 3        | Bandera de Estados Unidos | Steve Johnson         | 101   | CAMPEÓN               |
| 4        | Bandera de Estados Unidos | Michael Russell       | 107   | Semifinales           |
| 5        | Bandera de Argentina      | Horacio Zeballos      | 125   | Primera ronda         |
| 6        | Bandera de Estados Unidos | Denis Kudla           | 126   | Cuartos de final      |
| 7        | Bandera de Bélgica        | Ruben Bemelmans       | 161   | Primera ronda         |
| 8        | Bandera de España         | Rubén Ramírez Hidalgo | 165   | Segunda ronda         |

| Posición en el torneo   |
| ----------------------- |
| Primera y segunda ronda |
| Cuartos de final        |
| Semifinales             |
| FINAL                   |
| CAMPEÓN                 |

- 1 Se ha tomado en cuenta el ranking del día 17 de marzo de 2014.

### Otros participantes
Los siguientes jugadores recibieron una invitación (wild card), por lo tanto ingresan directamente al cuadro principal:
- Constant Lestienne
- Rudy Coco

Los siguientes jugadores ingresan al cuadro principal tras disputar el cuadro clasificatorio:
- Elie Rousset
- Mateo Nicolás Martínez
- Michael Venus
- Claudio Grassi

## Jugadores participantes en el cuadro de dobles

### Cabezas de serie
| Favorito | País                      | Jugador         | País                     | Jugador            | Rank1 | Posición en el torneo |
| -------- | ------------------------- | --------------- | ------------------------ | ------------------ | ----- | --------------------- |
| 1        | Bandera de Alemania       | Gero Kretschmer | Bandera de Nueva Zelanda | Michael Venus      | 163   | FINAL                 |
| 2        | Bandera de Australia      | Paul Hanley     | Bandera de Brasil        | André Sá           | 168   | Semifinales           |
| 3        | Bandera de Polonia        | Tomasz Bednarek | Bandera de Canadá        | Adil Shamasdin     | 196   | CAMPEONES             |
| 4        | Bandera de Estados Unidos | James Cerretani | Bandera de Suecia        | Andreas Siljeström | 238   | Primera ronda         |

- 1 Se ha tomado en cuenta el ranking del día 17 de marzo de 2014.

## Campeones

### Individual Masculino
- Steve Johnson derrotó en la final a  Kenny de Schepper, 6–1, 6–75, 7–62

### Dobles Masculino
- Tomasz Bednarek /  Adil Shamasdin derrotaron en la final a  Gero Kretschmer /  Michael Venus, 7–5, 6–75, [10–8]